# Пьотър Киреевски
Пьо̀тър Васѝлиевич Кирѐевски (на руски: Пётр Васильевич Киреевский) е руски фолклорист, преводач и писател.
Роден е на 23 февруари (11 февруари стар стил) 1808 година в Долбино, Калужка губерния, в дворянско семейство. Негов по-голям брат е славянофилът Иван Киреевски.
Започва литературната си дейност с преводи на разни западноевропейски автори, а от 1830-те години започва активно да събира народни песни и други фолклорни материали, голяма част от които са публикувани едва след смъртта му.
Пьотър Киреевски умира на 6 ноември (25 октомври стар стил) 1856 година в имението си в Киреевская слободка край град Орел.